# Вівсяні пластівці

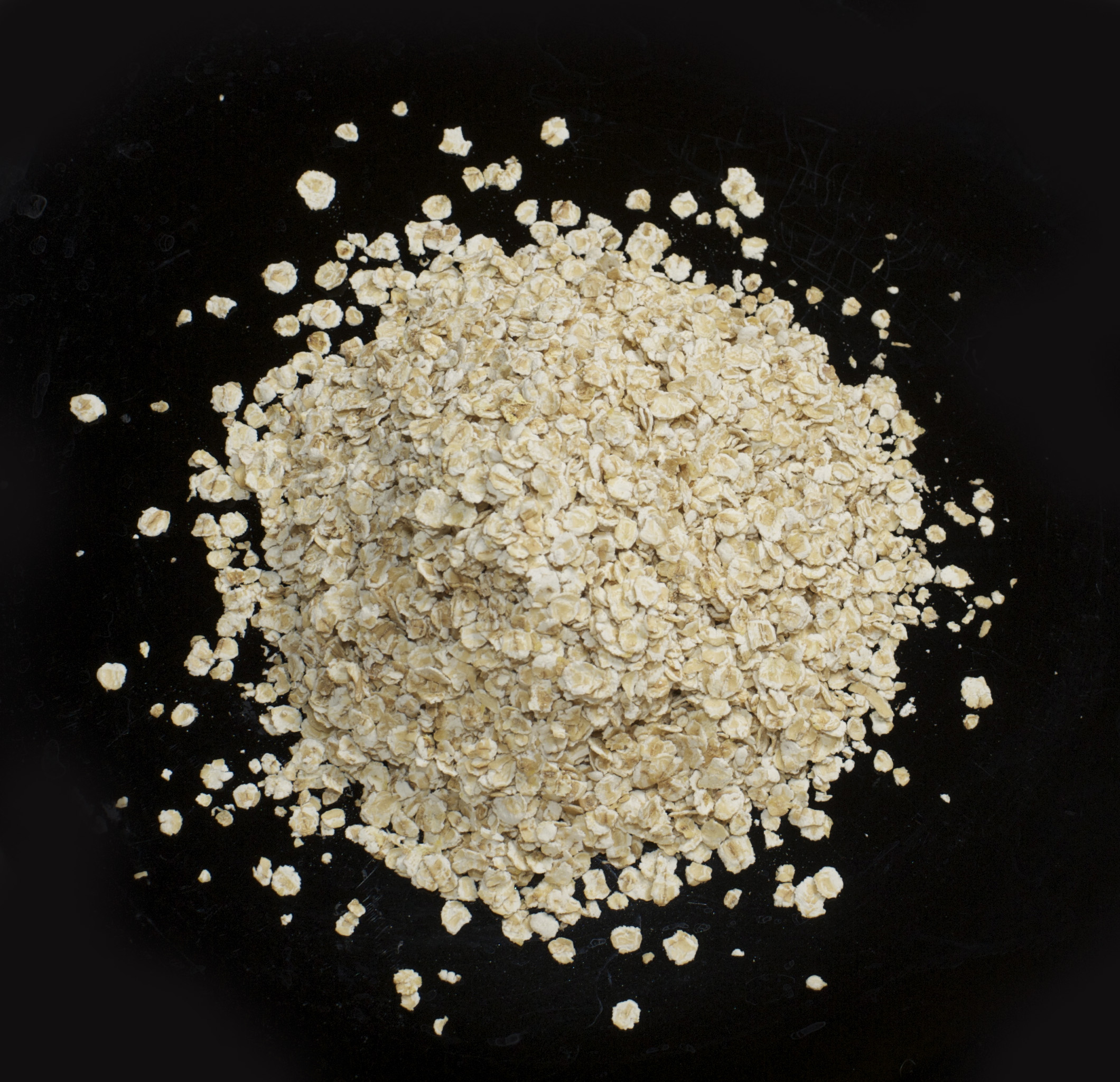
Вівсяні пластівці

Вівся́ні пластівці́ — вівсяна крупа, розплющена за допомогою спеціального апарату у вигляді рифлених або гладких пелюсток. Використовуються для швидкого приготування вівсяної каші або як основа для інших швидких сніданків — наприклад, граноли і мюслі.
Для отримання пластівців цільні зерна вівса сушать, очищають від полови, шліфують і пропарюють. Під дією пари зерна стають м'ягшими, що помітно скорочує час їх приготування. Завдяки розплюскуванню (розкатуванню) пластівці швидше готуються, адже при цьому збільшується площа зерняти. На заключному етапі пластівці часто піддаються термічній обробці.